# Shetpal
Shetpal (hay Shetphal) là một ngôi làng ở Mohol taluka, quận Solapur thuộc bang Maharashtra, Ấn Độ. Theo thông tin điều tra dân số 2011, mã vị trí hoặc mã làng của làng Shetphal là 562192. Nó nằm cách 24 km từ trụ sở chính của quận Mohol (văn phòng tehsildar) và 69 km từ trụ sở chính của quận Solapur. Theo số liệu thống kê năm 2009, làng Shetphal cũng là một gram panchayat.Tổng diện tích địa lý của làng là 3089 ha.Kurduvadi là thị trấn gần shetphal nhất cho tất cả các hoạt động kinh tế lớn, cách đó khoảng 22 km.
Một thực tế ai cũng biết rằng Ấn Độ là một quốc gia, nơi rắn được coi là sinh vật được tôn kính do nguồn gốc xa xưa của chúng, và mối liên hệ của chúng với vị thần Shiva của đạo Hindu. Hàng năm, vào lễ hội Nag Panchami, hàng nghìn người sùng đạo ở các ngôi làng ở Ấn Độ đã thờ cúng và cho rắn ăn để nhận được sự phù hộ của thần thánh.
Tuy nhiên, khoảng 200 km từ Pune, Maharashtra, trong quận Sholapur, có một ngôi làng tên là Shetpal. Ở đây, rắn hổ mang chúa thường trú ngụ trong từng nhà dân; Rắn được tôn thờ hàng ngày trong mỗi trái tim và ngôi nhà ở ngôi làng này!
Shetpal là một ngôi làng, nơi rắn không bị hạn chế di chuyển và không ai trong số 2.600 cộng đồng dân làng từng làm hại chúng theo bất kỳ cách nào. Trên thực tế, rắn hổ mang được chào đón trong mọi ngôi nhà như một thành viên của gia đình. Cả những con rắn hổ mang, và cả những cư dân sống trong cảnh sợ hãi lẫn nhau.
Người dân Shetpal đã đi trước một bước vì họ yêu thích những người đồng cư trú có nọc độc bằng cách xây dựng những khu tàn phá (nơi ở của các vị thần) trong nhà của họ. Một góc đặc biệt trong nhà được dành riêng cho rắn hổ mang chúa đến tắm mát bất cứ lúc nào chúng muốn. Nếu bất cứ ai trong làng xây dựng một ngôi nhà mới, anh ta phải đảm bảo dành một phần rỗng của ngôi nhà để làm nơi trú ẩn cho rắn.
Rắn được coi như vật nuôi trong ngôi làng này, và thậm chí còn đến thăm các trường học khi một lớp học đang diễn ra. Và đoán xem, lũ trẻ không bao giờ sợ những vị khách đang bò này, bởi vì chúng đã được lớn lên để chung sống một cách không sợ hãi và vui vẻ với những con rắn! Họ không chỉ để những con rắn đi chơi mà còn để bọn trẻ chơi với những sinh vật này đôi khi.

## Điều tra dân số

### Năm 2011
Shetphal là một ngôi làng lớn nằm ở Mohol Taluka thuộc quận Solapur, Maharashtra với tổng số 1245 gia đình sinh sống. Làng Shetphal có dân số là 5772 người, trong đó nam là 3055 người, nữ là 2717 người.
Tại làng Shetphal, dân số trẻ em từ 0-6 tuổi là 754 người, chiếm 13,06% tổng dân số của làng. Tỷ số giới tính trung bình của làng Shetphal là 889, thấp hơn mức trung bình của bang Maharashtra là 929. Tỷ lệ giới tính trẻ em của người Shetphal theo điều tra dân số là 866, thấp hơn mức trung bình của Maharashtra là 894.
Làng Shetphal có tỷ lệ biết chữ thấp hơn so với Maharashtra. Năm 2011, tỷ lệ biết chữ của làng Shetphal là 76,88% so với 82,34% của Maharashtra. Ở Shetphal Tỷ lệ biết chữ của nam là 85,55% trong khi tỷ lệ biết chữ của nữ là 67,17%.

#### Dữ liệu phân loại
Bộ tộc Lịch trình (SC) chiếm 14,4% trong khi Bộ tộc Lịch trình (ST) là 0,3% tổng dân số ở làng Shetphal.

#### Dân số Lao động
Trong tổng dân số của làng Shetphal, có 2.683 người đang tham gia các hoạt động lao động. 97% người lao động mô tả công việc của họ là Công việc chính (Việc làm hoặc Kiếm tiền trên 6 tháng) trong khi 3% tham gia vào Hoạt động cận biên cung cấp sinh kế dưới 6 tháng. Trong số 2.683 lao động làm Công việc chính, 1.474 là người trồng trọt (chủ sở hữu hoặc đồng sở hữu) trong khi 649 lao động nông nghiệp.